# 拉巴斯縣 (恩特雷里奧斯省)

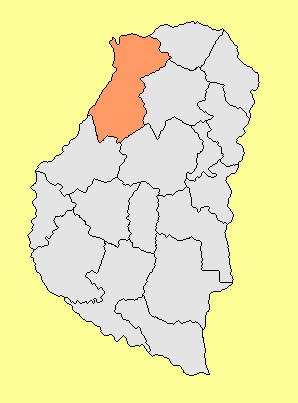

30°44′26″S 59°38′39″W / 30.74056°S 59.64417°W
拉巴斯縣（西班牙語：Departamento La Paz），是阿根廷的縣份，位於該國東北部恩特雷里奧斯省，首府設於拉巴斯，面積6,500平方公里，2010年人口66,903，人口密度每平方公里10.29人。